# Georg Branting
 (janvier 2016).
Si vous disposez d'ouvrages ou d'articles de référence ou si vous connaissez des sites web de qualité traitant du thème abordé ici, merci de compléter l'article en donnant les références utiles à sa vérifiabilité et en les liant à la section « Notes et références ».
Georg Branting (21 septembre 1887 à Stockholm—6 juillet 1965 à Stockholm) est un homme politique social-démocrate et escrimeur olympique suédois. Il est député au Riksdag de 1932 à 1961.
Le bataillon scandinave « Georg Branting » des Brigades internationales est ainsi nommé en raison de son soutien actif à la République espagnole pendant la guerre civile.

## Biographie
Georg Branting est le fils du Premier ministre et lauréat du Prix Nobel de la paix Hjalmar Branting.
Il représente la Suède en escrime aux Jeux olympiques d'été de 1908 et 1912.
Il s'intéresse à la guerre civile finlandaise de 1918 et en 1924, il publie "Rättvisan i Finland" (La justice en Finlande).
Branting siège au Parlement suédois de 1932 à 1961. Au début des années 1930, il fait partie du conseil d'administration du
parti social-démocrate, mais sa carrière est stoppée car il est soupçonné d'être un agent soviétique : le parti social-démocrate l'exclut du conseil du parti, officiellement en raison de points de vue opposés sur la guerre civile espagnole. Branting est également très visible sur la scène internationale, où il s'implique, en tant qu'avocat. Ainsi, en 1933, il fait partie de la Commission internationale d'enquête chargée de préparer le « contre-procès » de l'incendie du Reichstag.
Après la Seconde Guerre mondiale, il tente un retour sur la scène politique internationale et en 1947, l'Union soviétique le propose comme gouverneur de la ville italienne de Trieste occupée par les Alliés. Cependant, le Royaume-Uni et les États-Unis s'opposent à sa nomination en prétextant un manque d'expérience.
Georg Branting est mentionné comme informateur soviétique dans les messages décodés, publiés et rendus publics au milieu des années 1990, lorsque le gouvernement américain décide de lever le voile sur le projet Venona, où les États-Unis et le Royaume-Uni, dans les années 1940, ont lu des milliers de messages échangés entre des espions soviétiques et Moscou.
Le nom de code de Branting était Senator dans les transcriptions décodées. L'identification de Branting comme informateur soviétique fait suite à la défection de Petrovs qui a travaillé à l'ambassade soviétique à Canberra en Australie en 1954.
Ils[Qui ?] ont été interrogés par les alliés occidentaux et ont affirmé qu'une source soviétique en Suède a eu accès aux cercles intérieurs du Parti social-démocrate suédois : cette information a aidé la police suédoise à identifier Georg Branting comme l'informateur.